# Csáky Attila (pornószínész)
Csáky Attila (Miskolc, 1972. április 23. –), művésznevén Choky Ice magyar pornószínész. 1996-ban, 23 évesen kezdett el pornófilmezéssel foglalkozni. Előtte modellként és táncosként dolgozott. Számos pornófilmben szerepelt, többek között a Porn Wars 2. és 3. részében is.
2009 novemberében megkapta a legjobb európai pornószínésznek járó Hot d’Or díjat.